# Dolnja vas, Šmarjeta v Rožu
Dolnja vas (nemško Niederdörfl) je naselje v Občini Šmarjeta v Rožu v Okraju Celovec-dežela na Koroškem v Avstriji.